# Gmina Šoštanj
Šoštanj – gmina w północnej Słowenii. W 2002 roku liczyła 8200 mieszkańców.

## Miejscowości
Miejscowości wchodzące w skład gminy Šoštanj:
- Bele Vode,
- Družmirje,
- Florjan,
- Gaberke,
- Lokovica,
- Ravne,
- Skorno pri Šoštanju,
- Šentvid pri Zavodnju,
- Šoštanj – siedziba gminy,
- Topolšica,
- Zavodnje.